# Surala
Surala (en inglés: Surallah) es un municipio filipino de primera categoría, situado al sur de la isla de Mindanao. Forma parte de la provincia de Cotabato del Sur. Para las elecciones está encuadrado en el Segundo Distrito Electoral de esta provincia.
Su nombre es una corrupción lingüística de sur del [valle del río] Ala. Los nombres de Centrala y Norala siguen el mismo padrón.

## Barangayes
El municipio de Surala se divide, a los efectos administrativos, en 27 barangayes o barrios, conforme a la siguiente relación:
| Name                 | Área en km² | Urbanización | Población |
| -------------------- | ----------- | ------------ | --------- |
| Buenavista           | -           | rural        | 1,610     |
| Centrala             | -           | rural        | 7,805     |
| Colongulo            | -           | rural        | 4,626     |
| Dájay                | -           | rural        | 7,544     |
| Duengas              | -           | rural        | 829       |
| Canahay (Godwino)    | -           | rural        | 2,428     |
| Lambontong           | -           | rural        | 3,902     |
| Lamian               | -           | rural        | 3,467     |
| Lamsugod             | -           | rural        | 2,662     |
| Libertad (Población) | -           | urban        | 15,388    |
| Pequeño Baguio       | -           | rural        | 2,735     |
| Moloy                | -           | rural        | 3,164     |
| Nací (Doce)          | -           | rural        | 3,787     |
| Talahik              | -           | rural        | 2,164     |
| Tubiala              | -           | rural        | 2,926     |
| Sepaka Alto          | -           | rural        | 5,047     |
| Veteranos            | -           | rural        | 1,429     |

## Historia
La etnia  T'boli, también conocida como el Tiboli o Tagabili es un pueblo indígena que habita en los municipios de T'Boli, Surala, Kiamba y Polomolok.

### Influencia española

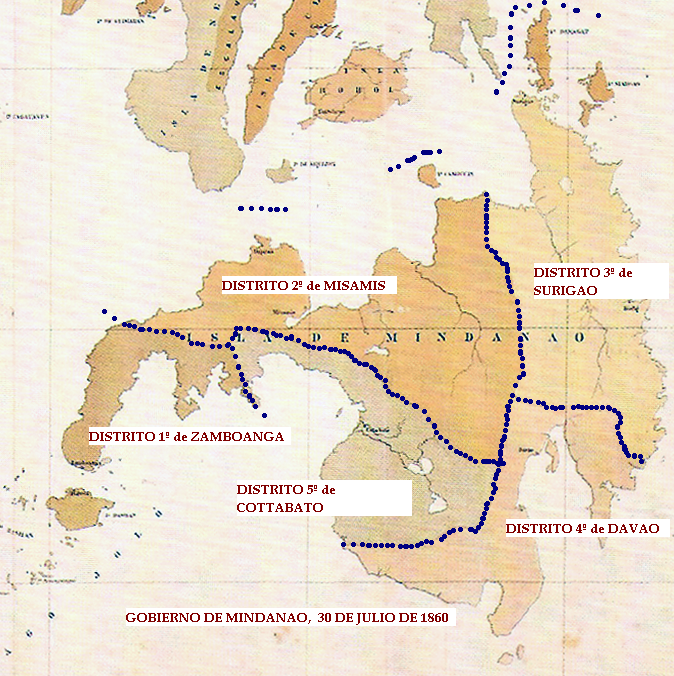
Gobierno de Mindanao: Los 5 Distritos creados por Real Decreto de 30 de julio de 1860.

El Distrito 4º de Dávao, llamado antes Nueva Guipúzcoa, cuya capital era el pueblo de Dávao e incluía la  Comandancia de Mati,   formaba  parte del Imperio español en Asia y Oceanía (1520-1898).

### Independencia
El 18 de julio de 1961 los barrios de Centrala, Sinolon, Nuevo Dumangas, Veteranos, Lago de Sebú, Lambongtong, Soluton, Lamian, Lamla-at and Lahit, incluyendo los sitios de Ladiana (West Base Camp), Colongolo, Tubi-Ala, Bayabas, Head Sapali, Taboltol, Nawan, Lacag, Kolon Bong, Laconon, Salacape, Bogaad, North Seguil, Tabanlid, Lambod, Bacnob, Lamcade, San Jose, Dalag, Talihik, Bac-alo, Datu Ligal, Datu Ba-oy, Lamlosok, Bolong, Tabawao, Tanon, Camoning, Head Ala, Lambilan, Maculan, Lamsogod, Buenavista, Canajay, Lamloko, San Francisco, Pequeño Baguio, Lambosong, Tamsolon, Tacamsad, Lamhinik, Tucubo, Sla-Abon, Datal Kling, Head Sipaca, Lawa, South Kiantay, Siop, Moto Bantong, Moloy, Crossing Cabayo, Ila-elis, Datu Glam, Datu Godwino, Datu Ouel y Sala Banog, hasta entonces pertenecientes al municipio de Bañga, forman el nuevo municipio de Surala cuyo ayuntamiento queda establecido en el barrio de Centrala.
El 18 de julio de 1966 el presidente Ferdinand E. Marcos suscribe la ley Republic Act n.º 4849 por la que los municipios de Norala, Surala, Banga, Tantangán, Koronadal, Tupi, Polomolok, Kiamba, Maitum, Maasim, Tampacán y Glan, así como la ciudad del Rajah Buayan, hoy General Santos, quedan segregadas de la provincia de Cotabato para formar una nueva denominada provincia de Cotabato del Sur siendo su capital el municipio de  Koronadal. La actual provincia de Cotabato menos el territorio que comprende los municipios antes mencionados continuará a ser conocido como Cotabato.
El 11 de noviembre de 1982 los barrios de Lago de Sebú (Lake Sebu), Bulong, Talisay, Lake Lahit, Luhib, Hanoon, Maculan, Halilan, Lam Dalag, Lam Lahak, Te Kumil, Datal Lawa, Tafal, y los sitios de Anko, Tansa, Ned, Kalaong, la Reserva de Tasaday Manobo Blit (amparada en la Presidential Proclamation n.º 995) hasta ahora pertenecientes a los municipios de T’Boli y de Surala, pasan a formar el nuevo municipio de Lago de Sebú.